# XIV Giochi paralimpici invernali
I XIV Giochi paralimpici invernali si svolgeranno a Milano e Cortina d'Ampezzo dal 6 al 15 marzo 2026, nelle stesse località che ospiteranno i XXV Giochi olimpici invernali. Come per i Giochi olimpici, anche per quelli paralimpici l'assegnazione dell'evento a due città in forma congiunta rappresenterà una novità assoluta nella storia della manifestazione.
Si tratta della terza manifestazione paralimpica che si terrà in Italia dopo l'edizione estiva del 1960 a Roma e quella invernale del 2006 a Torino.

## Assegnazione

Il logo adottato in fase di candidatura

Come da accordi tra il Comitato Paralimpico Internazionale e il Comitato Olimpico Internazionale, il paese selezionato per ospitare i giochi olimpici dovrà ospitare anche i corrispondenti giochi paralimpici. L'elezione della città organizzatrice dei giochi si è tenuta il 24 giugno 2019 a Losanna, durante la 134ª sessione del Comitato Olimpico Internazionale. La candidatura di Milano-Cortina d'Ampezzo ottenne la maggioranza assoluta dei voti, battendo quindi la rivale Stoccolma-Åre.
| Città                    | Paese  | Voti |
| ------------------------ | ------ | ---- |
| Milano-Cortina d'Ampezzo | Italia | 47   |
| Stoccolma-Åre            | Svezia | 34   |

In merito all'organizzazione dei Giochi paralimpici di Milano Cortina 2026, il presidente del Comitato Paralimpico Italiano Luca Pancalli ha dichiarato ad Ability Channel che:
“Non significa soltanto organizzare il più importante momento sportivo per la dimensione paralimpica, ma il più importante per il futuro. Una paralimpiade in casa significa innanzitutto costruire un percorso di avvicinamento a quella paralimpiade”.

## Sviluppo e preparazione

### Sedi di gara
Sono previsti tre villaggi paralimpici per ospitare gli atleti: uno a Milano, uno a Livigno e uno a Cortina d'Ampezzo.
| Città                  | Impianto                                    | Sport - cerimonia                                 | Capienza                   |
| ---------------------- | ------------------------------------------- | ------------------------------------------------- | -------------------------- |
| Verona                 | Arena di Verona                             | - Cerimonia di apertura                           | 20 000                     |
| Milano                 | Milano Santagiulia Ice hockey Arena         | - Para ice Hockey                                 | 15 000                     |
| Cortina d'Ampezzo (BL) | Olimpia delle Tofane                        | - Para sci alpino - Para Snowboard                | 1 000 (tribuna principale) |
| Cortina d'Ampezzo (BL) | Stadio olimpico del ghiaccio                | - Curling in carrozzina - Cerimonia di chiusura   | 7 000                      |
| Tesero (TN)            | Centro del fondo e del biathlon Fabio Canal | - Biathlon Paralimpico - Sci di fondo Paralimpico | 50 000                     |

### Simboli

#### Emblema
L'emblema ufficiale di questa edizione dei Giochi paralimpici è stato svelato durante un evento in diretta streaming sulle pagine social ufficiali del comitato organizzatore, tenutosi il 30 marzo 2021 alle ore 12:00 in contemporanea dal Salone d'onore del Palazzo H del Foro Italico in Roma e dalla Torre Isozaki di Milano, alla presenza del presidente del CONI Giovanni Malagò, del sottosegretario di Stato alla Presidenza del Consiglio dei ministri con delega allo sport Valentina Vezzali e del presidente del CIP Luca Pancalli.
Tale emblema riprende nella forma quello prescelto per i Giochi olimpici, ma si differenzia per i colori: il segno grafico raffigurante il numero "26", che nel logo dei giochi olimpici è di colore bianco, presenta nella versione paralimpica una sfumatura contenente i colori rosso, blu e verde (già presenti nel logo del Comitato Paralimpico Internazionale), che rimanda all'aurora boreale; questa differenziazione è stata effettuata per consentire la corretta visione dell'emblema anche agli ipovedenti.

#### Mascotte
Milo è la Mascotte Paralimpica di questa edizione dei Giochi paralimpici, il suo nome deriva dal nome della città ospitante Milano, a differenza della mascotte olimpica, ovvero Tina, che prende spunto per il suo nome da Cortina.
Secondo la storia ufficiale Milo è nato senza una zampetta, ma con un po’ di ingegno e tanta forza di volontà, ha imparato a usare la coda e a superare ogni ostacolo facendo della sua diversità una forza. Vive in montagna, è un tipo pratico, gli piace creare, aggiustare, montare, smontare, inventare… costruire manufatti con il legno dei suoi boschi. Da qualche tempo si è specializzato nella creazione di strumenti musicali che poi Tina suonerà. Milo è vivace e ama l’allegria. È sempre in movimento: corre, salta e si arrampica sui suoi amati alberi. Ama l’allegria e far ridere i suoi amici lo fa felice. Va matto per i giochi che si possono fare sulla neve. È competitivo, ma sa anche perdere. È gentile e ospitale, simpatico e paziente. L’unica cosa che non sopporta è quando qualcuno maltratta la montagna.

### Diffusione

#### Diritti di trasmissione
- Italia - Rai (trasmissioni principali e ospiti)

## I Giochi

### Discipline
Nel programma dei XIV Giochi paralimpici invernali sono attualmente previste 6 discipline:
- Biathlon paralimpico (18)
- Curling in carrozzina (2)
- Hockey su slittino (1)
- Sci alpino paralimpico (30)
- Sci di fondo paralimpico (20)
- Snowboard paralimpico (8)

### Calendario degli eventi
| CA | Cerimonia di apertura | ● | Qualificazioni | 1 | Finali per medaglia d'oro | CC | Cerimonia di chiusura |

| Sport                    | Marzo | Marzo | Marzo | Marzo | Marzo | Marzo | Marzo  | Marzo  | Marzo  | Marzo  | Marzo  | Marzo  | Totale |
| Sport                    | Mer 4 | Gio 5 | Ven 6 | Sab 7 | Dom 8 | Lun 9 | Mar 10 | Mer 11 | Gio 12 | Ven 13 | Sab 14 | Dom 15 | Totale |
| ------------------------ | ----- | ----- | ----- | ----- | ----- | ----- | ------ | ------ | ------ | ------ | ------ | ------ | ------ |
| Cerimonie                |       |       | CA    |       |       |       |        |        |        |        |        | CC     |        |
| Biathlon paralimpico     |       |       |       | 6     | 6     |       |        |        |        | 6      |        |        | 18     |
| Curling in carrozzina    | ●     | ●     | ●     | ●     | ●     | ●     | ●      | 1      | ●      | ●      | 1      |        | 2      |
| Hockey su slittino       |       |       |       | ●     |       | ●     | ●      |        | ●      | ●      | ●      | 1      | 1      |
| Sci alpino paralimpico   |       |       |       | 6     |       | 6     | 6      |        | 3      | 3      | 3      | 3      | 30     |
| Sci di fondo paralimpico |       |       |       |       |       |       | 6      | 6      |        |        | 2      | 6      | 20     |
| Snowboard paralimpico    |       |       |       | ●     | 4     |       |        |        |        |        | 4      |        | 8      |
| Totale                   | 0     | 0     | 0     | 12    | 10    | 6     | 12     | 7      | 3      | 9      | 10     | 10     | 79     |